# Ladislaus Simacek
Ladislaus Adalbert Simacek (* 20. November 1913 in Wien; † 19. März 2004 ebenda) war ein österreichischer Hindernis-, Mittel- und Langstreckenläufer und Unternehmer.

## Leben
Simacek absolvierte eine Lehre zum Drogisten. Später wurde er Geschäftsführer der Firma Jencik Durchgasungstechnik. 1941/42 gründete er das Unternehmen L. A. Simacek. Von 1960 bis 1979 war er Innungsmeister der Gebäudereiniger sowie der Schädlingsbekämpfer. 2019 setzte die von Enkelin Ursula Simacek in dritter Generation geführte Simacek-Gruppe mit etwa 8000 Mitarbeitern rund 200 Millionen Euro um.

### Sport
Bei den Olympischen Spielen 1936 in Berlin schied er über 3000 m Hindernis im Vorlauf aus, nachdem er von einem stürzenden Läufer in den Wassergraben gestoßen wurde.
1934 – obwohl er dabei einen Schuh im Wassergraben verlor – und 1936 (mit seiner persönlichen Bestzeit 9:56,8 min) wurde er Österreichischer Meister über 3000 m Hindernis, 1934 über 1500 m (4:09,6 min) und 1936 über 5000 m.

## Auszeichnungen
- 1963: Verleihung des Berufstitels Kommerzialrat[2]
- 1972: Goldenes Ehrenzeichen für Verdienste um die Republik Österreich[2]
- 1981: Goldenes Verdienstzeichen des Landes Wien[2]